# ミュークルドリーミー
『ミュークルドリーミー』は、サンリオが開発したキャラクターグッズ用キャラクター群。

## 概要
2017年にデビューしたサンリオのキャラクター。同期には「まるもふびより」がいる。
みゅーちゃんには女の子の１番のおともだちになってほしいという願いが込められている。
ミュークル”の由来はmew+twinkleの造語で、mewが『みゅーちゃんの名前』twinkleは、『きらきら、みゅーちゃんのお耳の星』で、“ドリーミー”は同じ夢を一緒にみられることを意味している。
担当デザイナーは栁田真弓。
2019年8月30日開催の「SANRIO EXPO 2019」にて、テレビアニメ化、雑誌連載などがされることが発表された。アニメのエグゼクティブプロデューサーは皆川真穂。

## 登場キャラクター
原則として、アニメ版の設定に沿って記載する。

### 猫キャラクター
一部を除き、空の上にあるミラクルドリーミー王国の妖精達によって作られた子猫の姿のぬいぐるみである。本来は完成次第、各々のドリームパートナーの元へ送られる手筈となっている。
みゅー
声 - 豊崎愛生
猫キャラクター側の主人公。淡いすみれ色の子猫のぬいぐるみ。性別は雌。誕生日は9月2日。
ほんわか優しい性格。好きなものはホットミルク、ひみつのおしゃべり。苦手なものは犬。一人称は「みゅー」で口癖は「～みゃ」。相手の夢の中に入れる「ユメシンクロ」という能力を持つ。
地上へ落下した際、ゆめに拾われて以降、ゆめのドリームパートナーになって、ドリーミーストーンを集めることになる。
第2期ではちあを拾った為、後にちあのドリームパートナーであることが判明する。
ぺこ
声 - 久保ユリカ
薄い黄色の子猫。性別は雄。誕生日は12月3日。
食べることと皆を笑わせることが好き。自分のことをイケメンだと思っている。
第1期第3話で初登場し、まいらに拾われ、第4話でまいらのパートナーとなった。一人称を「ぺこ」と言い、まいらと同じ関西弁で話し自己紹介の場面では「ぺこやでー!」と言う。
猫キャラクターの中ではボケ役になることが多く、まいらと「あぽーん」と言って締めるのがお約束。
すう
声 - 金元寿子
水色の子猫。性別は雌。誕生日は1月25日。
青い眼鏡をかけていて、頭が良くて頼りになる。一人称は「すぅ」。「〜です」が口癖。眼鏡でブラックアビスなどを検出できる「肉球認証」という能力を持ち、使用する際は「肉球認証 ポッチーンです」と言う。眼鏡には、時間を巻き戻し、過去に起こった出来事を再生する能力もある。第2期ではことこのアップデートでミュークル文字が読めるようになった。
第5話でことこの家の屋根に引っかかっている形で初登場し、第6話でことこのパートナーとなる。
ねね
声 - 高野麻里佳
桃色の子猫。性別は雌。誕生日は3月29日。
優しいお姉さん的存在。好きなものはお花。特技は夢占い、歌。一人称を「ねね」と言い、女性語を使う。
第1期第8話で初登場し、ときわが以前住んでいた町の近くの山の川に流れていたところをときわに拾われ、第13話でときわのパートナーになる。
見かけによらずかなりの怪力であり、コトコトを一人で担いだり、朝陽をパンチで遠くまで押し出すこともできる様子。
れい
声 - 田村睦心
白い子猫。性別は雄。本名はレイ・ド・リシャール。誕生日は7月6日。
「愛の国の王家出身の王子」と称するだけに高貴な振る舞いを取り、フランス語を交えて喋る。一人称は「れい」。
夏合宿を終えて帰宅した朝陽に拾われ、ミュークルステッキの力なく会話できるようになり、朝陽のパートナーになる。ちょっとキザだが、根は優しくいつも奥手な朝陽のよき相談相手。
みゅーと同様にパートナーとユメシンクロすることができる。
ちあ
声 - 市ノ瀬加那
第2期より登場する、桃色の子猫の赤ちゃん。性別は雌。誕生日は4月25日。
当初は「ばぶー!」としか喋れなかったが、第14話から「ちあー!」と喋れるようになり、第21話では人間キャラ達の名前を片言で呼べるようになった。
ゆに
声 - 釘宮理恵
黒い子猫。性別は雄。誕生日は5月30日。
いたずら好きで他人を困らせるのが大好きな性格だがドジで憎めない一面も持つ。一人称は「オレっち」で口癖は「～にゅい」。好物はあんまんとブラックコーヒー。
お空の上の黒い妖精達によって作られたぬいぐるみであり、何らかの形で地上へと落下するも、誰にも見向きもされずに放置されていたところを見かねたライによって命を与えられて誕生した。橋の下のダンボールハウスをアジトとしていたが、ライラの計らいによってとある家の中のハウスへと引っ越している。第24話終盤以降は杉山家で暮らしている。
第1期の黒幕であるライラの命令により、ブラックアビスを用いて、人の夢の状態を悪化させる悪事を行っている。三日月のようなステッキを持っており、これでブラックアビスを放ったり、他人の悪夢の扉を見つけて入り込んだり、ドリーミーメイトのぬいぐるみを探知したりすることができるが、孫の手やうちわのようにして使ったこともある。ブラックアビスを使用する際には「ナイナイナイト」と叫びながらステッキを振るう。黒いUFOのような乗り物を移動手段として使用する。時には「ゆにっちアピス」というダンボール素材のような似たものでいたずらをすることも。こちらを使うときは「バチバチナイナイナイト」と叫びながらステッキを振るう。
第1期第24話で遼仁がパートナーとなった。
第1期の終わりにもういたずらはしないと約束したが、第2期では再びゆにっちアビスを使っていたずらするようになった。第2期では亮仁がパートナーとなっており、アクムーの部下となっている。
つぎ
声 - 久野美咲
灰色の子猫。性別は雌。誕生日は2月8日。
ゆにが作った左耳がパッチワーク（つぎはぎ）のぬいぐるみで彼の子分の1人。頭にリボンをつけている。一人称と語尾は「～つぎ」。
はぎ
声 - 藤原夏海
灰色の子猫。性別は雄。誕生日は2月8日。
ゆにが作った右耳がパッチワーク（つぎはぎ）のぬいぐるみで彼の子分の1人。首にリボン型蝶ネクタイを着用している。一人称と語尾は「〜はぎ」。
パチパチブー
声 - 赤尾ひかる
第2部でゆにが作ったぬいぐるみ。本来はゆめが連れているちあを欲しがっており彼女と差し替えるために作ったのだが、彼（主にゆに）の作戦はいつも失敗に終わる。第5話では「パチパチブー!」と喋っていた。

### 人間

#### 主要人物
日向 ゆめ（ひなた ゆめ）
声 - 村上奈津実
人間側の主人公。みゅーのパートナーで、一五学園の中等部に通い、第1期では中学1年生、第2期では2年生(以下年齢は特記無き者は全て第1期)。誕生日は8月16日。
明るくて元気一杯。嫌いなものはプチトマト。勉強は苦手。中学ではチア部と女子テニス部のどちらに入ろうか迷っていた末にチア部に入部。2年生の夏より副部長に就任する。一人称は「私」。
偶然みゅーを拾ったことで彼女のドリームパートナーになって、ドリーミーストーンを集めることになる。
第1期第10話では雨が降る中で寝不足になっていたため、朝陽の胸に抱えて眠ってしまったことがある。
トマトが嫌いで、第1期の夢の中に登場したプチトマトマン（声 - 興津和幸）には苦戦していた。
月島 まいら（つきしま まいら）
声 - 伊藤彩沙
ぺこのパートナーで中学1年生、第2期では2年生。誕生日は10月18日。
京都生まれで人気雑誌『プチストロベリー』の読者モデル。陽気な性格でお笑い好きで関西弁で話す。一人称を「うち」と言い、口癖は「まいらぶ」。将来の夢はお笑い芸人。好物は牛乳だが仕事の都合で対外的にはイチゴパフェとしている。ゆめ同様、勉強は得意ではない。
読者モデルになったのはたまたま募集したショーの司会が好きなお笑い芸人コンビだったため。クラスメイトとは内心距離を置いていたが、たまたま自分の夢を覗いて、本来のお笑い好きを知ったゆめと仲良くなり、学校にお笑い研究部を立ち上げようとする。第2期では部員が増えた描写がある。
ぺこを拾い、彼と意気投合して「だっし♡ふんにゅう」というコンビを結成。
今井 ことこ（いまい ことこ）
声 - 幸村恵理
すうのパートナーで中学3年生、第2期では高校1年生。誕生日は3月12日。
成績は学園1位でパソコン部の部長。勉強するときは眼鏡をかける。面倒見が良くて、ゆめとまいらの姉役で勉強が苦手な2人に勉強を教えることも多い。まいらのギャグには冷ややかな反応を示す。一人称は「私」、女性語を使う。
人間とロボットが共存する社会を夢見ており、日夜ロボットを製作しているため、パソコン部は彼女が初めて作ったロボット「コトコト」をはじめ、多数のロボットを所有している。
第1期第5話でゆにの仕業でコトコトが巨大化して暴走するという悪夢にうなされるがゆめたちに助けられる。その次の第6話ですうを拾うもゆめの力ですうがしゃべり出すと気絶し、その影響で夢の中でロボットと化してしまうがすうの説得で目を覚まし、すうのパートナーになる。
第1期第30話では文化祭で作った人の心理を読み取るロボット「ヨミー」がコンテストで最優秀賞を受賞し、ロボットの名門クレバー高校への推薦を受けるが辞退した。
第1期第43話で一五高校に合格した。
安西 ときわ（あんざい ときわ）
声 - ファイルーズあい
ねねのパートナーで中学1年生、第2期では2年生。誕生日は4月30日。
一人称は「私」。基本的にさばさばした性格で語尾に「だぞ」を付けることが多いが、意外に内気な面を見せる事もあり、ドリーミーメイトになる前のねねに不安を打ち明けたりもしていた。運動神経抜群でピアノも得意で天文学や生物にも詳しい。山梨県出身の転校生であり、以前の中学では天文部に所属し、一五学園では合唱部に所属。
ゆめたちとは山梨県に林間学校で訪れた際に出会っている。ゆめたちの学校に転校した当初、環境が変わったことによる不安から毎日のように悪夢を見せられて寝不足に陥っており、そこをゆににブラックアビスを打ち込まれてしまうことに。その後は、ねねのドリーミーメイトとなり、ゆめたちとも親しくなった。ゆめとまいら程ではないが得意分野以外の勉強は得意ではなく、特に社会が苦手。
南川 朝陽（みなみかわ あさひ）
声 - 小林裕介、貫井柚佳（幼少期）
れいのパートナーで中学1年生、第2期では2年生。ゆめの隣に住んでいる幼馴染。誕生日は11月15日。ドリームパートナーでは唯一の男子。一人称は「俺」。
運動が得意でテニス部に入部し、2年生の夏から部長を務める。勉強もこなせて、成績も良好。夜にゆめに用があるときにはゆめの部屋の窓に向かって弓矢を放っている。真面目で努力家であり、さらに自分のことよりも他人のこと（特にゆめ）を優先させる優しさを持つ。
第1期第7話では、初めての試合の緊張でブラックスキーマが生まれてしまい、ゆににブラックアビスを打ち込まれてしまった。
第19話でれいを拾い、次の第20話でパートナーに任命される。続く第25話で、他のドリームパートナーたちと合流し仲間に加わる。その後も当初はゆめたち4人と別行動をしていることもあったが、第二期からは5人で一緒に行動することが多くなった。
第46話でプリンスストーンを用いてれいとともにユメシンクロに成功。ルシアをゆめとライラのもとへ連れて行った。
ゆめに対して思いを寄せていて、なかなか踏み込めないでいるものの、れいとパートナーになってからは、自分の気持ちに素直になり始めている。
杉山 遼仁（すぎやま はるひと）
声 - 小越勇輝、島袋美由利（幼少期）
中学3年生。誕生日は朝陽と同じ11月15日。
男子テニス部の部長で生徒会長。学園ではファンクラブがある人気者。ゆめの憧れの人でもある。
実は弟へのコンプレックスがあり、そこをライラに共感されている。その思いから第1期第24話以降はライラに加担している。同話で仮面と黒い衣装で正体を隠した状態で青井のブラックアビス浄化を早速妨害している。ゆにたちに関してはドジぶりに呆れることもあるが嫌ってはおらず、愛情を抱き、ゆにたちからも慕われている。ゆにからは当初は「我がパートナー様」と呼ばれていたが、後に「おやびん」と呼ばれるようになる。
第1期第37話でライラに忠誠を誓ってしまう。
第1期第43話では高校が決まったことにより、悪夢を広げる活動を本格化させる。第45話にてゆにの失言により悪夢活動に加担していることがゆめにばれてしまい、仮面を取って正体を明かした。第46話では一人称が「ボク」から「オレ」に変わり、ゆめに敵意を見せていた。
亮仁へのコンプレックスと百合との楽しかった記憶との間で揺れ動き苦しみ出すが、ゆめが百合を呼び出したことにより救われ、仮面が壊れて悪夢から解放された。
第2期では高校に進学。亮仁とゆにが付き合っていることは知っており、時々怪しんでいる描写があるが、第27話でようやく面と向かって話せるようになり、ゆにに「はるる」と呼ばれた。
杉山 亮仁（すぎやま あきひと）
声 - 藤井ゆきよ
遼仁の弟。愛称は「アッキー」。一人称は「僕」。小学6年生の年齢だが、遼仁を超える天才少年。アメリカに留学していたが、後に帰国している。
第2期ではレギュラー入りする。一五中学校に急遽入学することになり、1年生にしてパソコン部の部長を務めている。経緯は不明だがゆにとパートナーになりアクムーに加担している。ゆにには「ボス」と呼ばれている。
花火大会の時にゆめに一目惚れに近いものの、恋をしてしまう。

#### 一五学園中等部
沢村 百合（さわむら ゆり）
声 - 市ノ瀬加那
中学3年生で、遼仁のクラスメイトで幼馴染。書道部の部長で生徒会副会長。
遼仁がライラに洗脳されて以降、遼仁の様子がおかしいことに気づいており、ゆめに様子を探らせるようになる。
悪夢に囚われた遼仁を救う際にゆめに呼び出され、遼仁を助け出すキーパーソンとなった。
第2期ではロンドンに留学。一時帰国した際はちあに懐かれる。亮仁がゆめに恋していることを見抜き、アドバイスする。
緑野 わかば（みどりの わかば）
声 - 広瀬ゆうき
中学1年生で、ゆめの小学校からの友達。ゆめと一緒にチア部に入部。同じクラスの翔平のことが好き。
赤名 かえで（あかな かえで）
声 - 真野あゆみ
中学1年生で、ゆめの小学校からの友達。恋話と噂話好きな情報通。テニス部に入部。
青井に憧れを持っている。
白石 はな（しらいし はな）
声 - 貫井柚佳
中学1年生で、ゆめの小学校からの友達。絵描きが好きで、美術部に入部。
漫画を描くという夢があり、雑誌の漫画コンクールに応募しているが何度も落選している。
第23話では先述の悩みでブラックスキーマが生まれ、公園でボス猫にいつもけんかで負けていた黒猫（声 - 島﨑信長）ともどもブラックアビスを打ち込まれる。ゆめに助けられた後黒猫にお礼を言い、家に迎える。
青井（あおい）
声 - 興津和幸
ゆめ達のクラスの担任の教師。ノリの良い性格。
第24話では恋人のみーたん（声 - 長縄まりあ）にふられてブラックスキーマができてしまい、ゆにに付け込まれて文化祭を滅茶苦茶にしてしまう。遼仁の妨害により一度は失敗したが、続く第25話にて、ドリーミーメイト全員の力でようやく浄化される。
北田 翔平（きただ しょうへい）
声 - 古川慎
中学1年生で、ゆめの小学校からの友達。朝陽と仲が良い。わかばとは恋人同士。
赤名 もみじ（あかな もみじ）
声 - 大地葉
かえでの姉。女子テニス部の部長。
美咲（みさき）
声 - M・A・O
チア部の部長。第2話では見学に来たゆめを歓迎した。
藍田 結衣（あいだ ゆい）
声 - 田中沙耶
チア部の部員。
押尾（おしお）
声 - 峯田茉優
杉山ファンクラ部の部長。
丸山 ヨシオ（まるやま よしお）
声 - 千葉翔也
生徒会員。丸い眼鏡をかけている。第23話の文化祭終了をもって、副会長を引き継いだ。
第1期第26話では成績が悪かったことでブラックスキーマが発生し、ゆににブラックアビスを打ち込まれた。
角本 スズ子（かくもと すずこ）
声 - 澤田真里愛
生徒会員。四角い眼鏡をかけている。第1期第23話の文化祭終了をもって、会長を引き継いだ。
小沢 圭吾（こざわ けいご）
声 - 坂田将吾
男子テニス部の部員。
長谷川（はせがわ）
声 - 川井田夏海
合唱部の部長。
第1期第14話では伴奏者がいないため、一生懸命ピアノの練習をしていたところをゆににブラックアビスを使用されて妨害されるが、ゆめとみゅー達に救われる。
黒沢 衿人（くろさわ えりと）
声 - 市川蒼
元パソコン部の男子生徒。
ことこがパソコン部を立ち上げる際に副部長となってアドバイスをしたが、クレバー高校受験のために退部した。退部後もロボットを作っており、自分の作った人の怒りを読み取るロボット「ムッキー」（声 - 河村梨恵）がことこのヨミーに敗れて悔しがっていた。このことでブラックスキーマが生まれ、ゆににつけ込まれたが、本当はことこのことが好きであった。
結局クレバー高校は不合格だったが、ことこと同じ高校に決まりうれしがっていた。
白玉 すあま（しらたま すあま）
声 - 川井田夏海
ゆめのクラスメイトで和菓子屋の娘。祖父（声 - 菊池正美）も和菓子職人をしている。

#### 主要人物の家族
日向 はるな（ひなた はるな）
声 - 寺崎裕香
ゆめの母親で会社員。社内での役職は課長。子供の頃は椎茸が嫌いだった。
家事や職務で多忙であり、切羽詰まった状況になっていた為、ゆににブラックアビスの最初の使用対象とされた。
ゆめパパ
声 - 竹本英史
石マニア。第1期第39話ではオークションで買った石をゆにっちアビスにすり替えられ、暴走してしまう。夢の中では石たちと「ロック・ペプル&ストーンズ」というバンドを組み、「ロック!ロック!ロック!」という歌を歌っていた。
朝陽ママ
声 - 大原さやか
れいを見つけたことがあり、その際は「朝陽もかわいい趣味があるのね」と言っていた。
朝陽パパ
声 - 浜田賢二
朝陽の父親。幼い朝陽を隣家のゆめとたびたび遊ばせていた。
ことこ母
声 - 川澄綾子
第6話から登場。ことこの母親。穏やかな性格で夫の喧嘩を呆れながらも流している。6話ではゆめとまいらに「話が長くなるから早くお食べなさい」と言っていた。
ことこ父
声 - 新垣樽助
第6話から登場。職業は教師のため帰りが遅いらしい。
また教育について熱い持論があり、第6話では「ことこは頭がいいのか」と怒鳴っていた。妻曰く、夕食時はいつも石集斎と揉め合う場面がある。
今井 石集斎（いまい せきしゅうさい）
声 - 斧アツシ
ことこの祖父で元教師。よく名前を間違える。ことこの父と同じく教育についての持論があり「教育」という言葉が嫌いである。
第1期第42話のことこの発言によると、ことこの影響でパソコンに興味を持ってホームページを始めた模様。
名前は第42話で判明。戦術のホームページは石についての内容であり、第42話で石クイズを出していた。ゆめたちが全問正解し、ゆめパパは会えて感動していた。
第46話ではいちご石を割り、プリンスストーンを出現させて朝陽に手渡した。
ことこ祖母
声 - 所河ひとみ
第6話登場。初登場回ではゆめとまいらの名前を間違えていた。
今井 律（いまい りつ）
声 - 田丸篤志
ことこの兄で、亮仁が留学していた際のクラスメイト。美形のため亮仁と一五中学へ赴いた回では大量の女子から追いかけられていた。
第2期では亮仁のシーンで遼仁と登場している。
安西 寛太（あんざい かんた）
声 - 藍原ことみ
ときわの弟で、双子の兄。一人称「僕」。よく弟とケンカを繰り広げている。カッパを怖がって水泳を嫌っていた。夢の中で弟の健太に逃がしてもらい一度は克服を遂げたが、2期15話では再び苦手となっていた。
安西 健太（あんざい けんた）
声 - 関根有咲
ときわの弟で、双子の弟。一人称「僕」。よく兄とケンカを繰り広げるが、第21話では兄がいじめられていたカッパを泣き叫びながら何回も叩いて逃がしていた。
ときわママ
声 - 森なな子
第13話ではときわを起こしていた。たびたび息子のケンカを止めている様子。また、幼いときわとスワンボートに乗っていた。肩こりを幽霊の仕業だと言っていた。
ときわパパ
声 - 松本忍
幼いときわを連れて夜の山へ登っていた。幽霊を見たと幼いときわに言った。
ときわのおばあちゃん
声 - 八百屋杏
まいら父
声 - 中井和哉
まいら同様関西弁で喋り、ギャグをよく言うノリの良い性格。
まいら母
声 - 植田佳奈
第1期の2年前のまいらの誕生日に、病気で逝去している。毎年まいらは誕生日には彼女の墓へ赴いている。
杉山ママ
声 - 櫻井浩美
遼仁と亮仁の母親。亮仁の帰国の際、彼を律と合わせるため今井家へ向かった。
杉山パパ
声 - 江越彬紀
遼仁と亮仁の父親。亮仁の帰国の際、彼を律と合わせるため今井家へ向かった。

#### その他の人物
阿本 姫香（あぽん ひめか）
声 - 鈴代紗弓
牧場の娘。父の太郎（声 - 中村和正）、母の花子（声 - 桜木可奈子）と暮らしている。
スザンヌ/須崎（すざき）
声 - 伊藤静
一五中学の女性教師。チア部の顧問。
眼鏡をかけており、眼鏡をかけていると厳格な性格だが、眼鏡を外すと優しい性格に変貌する。
生徒からは「スザンヌ先生」と呼ばれているが、教師からは「須崎先生」と呼ばれている。フルネームが「須崎 スザンヌ」かは不明。
茶山（ちゃやま）
声 - 野川雅史
一五中学の男性教師。担当科目は理科。
眼鏡をかけており、瞳は描かれていないことが多い。眼鏡を外すと目が「5」になる。

### ミラクルドリーミー王国の住人
ルシア/お空の上の女王さま
声 - 井上喜久子
ミラクルドリーミー王国の女王様。ゆめの夢に現れ、みゅーと一緒にドリーミーストーンをいっぱい集めると夢一つを叶えてくれると告げていた。
第1期第27話では悪夢の城に入ろうとするゆめ達5人を止め、ミラクルドリーミー王国に招待した。
第45話ではライラが動き出していることをうすうす感じ取っていた模様。
クレジットは第1期では「お空の上の女王さま」だったが第2期では名前の「ルシア」。
ライラ/悪夢の女王様
声 - 久川綾
ゆに達に指示を与えている悪夢の女王様。当初は目のみ出ていた。
ゆにに命を与えてくれた恩人でもあり、失態ばかりを犯す彼に厳しい言葉を投げかけることが多いが、彼のパフォーマンスを向上させるために衣食住を与えるなど、なんだかんだで気は使っている模様。ドリーミーメイトが増えることを危惧しており、ゆに達にブラックアビスを蔓延させて闇に染めようと目論んでいる。
第1期第23話で失態続きのゆに達だけに任せておけないと判断し、続く24話で遼仁をゆにのパートナーにした。第25話では遼仁にブラックアビスを広げるだけでなくドリーミーストーンを奪うように命じ、ゆにの取扱説明書を本格的なものにパワーアップさせた。
第46話にて、ミラクルドリーミー王国出身であり、ルシアの姉であることが判明。勤勉な性格だったが、マイペースなルシアの方に妖精が集まったことにショックを受け、あるとき干していた大根を全て捨てられたことによってミラクルドリーミー王国を後にしてしまう。
同じく弟にコンプレックスを抱えていた遼仁には共感しており、遼仁には悪夢の種を植えていた。
たくあんが好物である模様。
こちらも第1期ではクレジットは「悪夢の女王様」だったが、第2期では名前でクレジットされる。
妖精
声 - 小針彩希、松岡美里、吉田有里、望田ひまり、れいみ、唯野あかり、河瀬茉希、藤田奈央
ミラクルドリーミー王国の住民。猫のぬいぐるみを作っているのも彼ら。
第1期ではじめてゆめ達がミラクルドリーミー王国に来た際、「お城にはドレスアップして入ってね」と夢の中でのコスチュームに変化させた。
ライラが謀反した際、ライラと一緒に国を後にした妖精も数体いた模様。
るか
声 - 不明
第1期終盤で登場したペガサス。「ルヒヒーン」と鳴く。ユメシンクロした朝陽とれいを導いた。
第2期ではちあをキャッチした後に、ちあのお世話セットを届けた。
くぅも
第2期で登場した雲のキャラクター。ちあがよく上に乗っている。
まいら曰くふわふわらしい。

### その他
きゅうちゃん
声 - 泊明日菜
ゆめの愛犬である雄犬。当初は犬が嫌いなみゅーに恐れられていた。
第1期第9話では気分が落ち込むため、原因を調べるべくゆめとみゅー達が夢の中に入る。夢の中では男の子の姿になっており、人間の言葉を話していた。一人称を「僕」となっていた。ここでみゅーと仲良くなりたいと告白したことにより、みゅーはきゅうちゃんのみ平気になる。

### みっくす!からの登場人物
アクムー
声 - 高橋美佳子
第1期終盤に影として登場し、第2期から活動する謎の少女。亮仁やゆに達が悪夢を広げることで「アクムーランド」というテーマパークを設立するのが夢。
その正体は、約2000年前のミラクルドリーミー王国の女王「オモロー」だったことが判明。みんなをワクワクさせる「オモローランド」を設立を夢見ていたが、次第に普通の夢では満足できなくなり、悪夢の力を求めるようになって、「アクムー」に変貌し「アクムーランド」を建設し、世界を悪夢に包む。しかし、ミラクルドリーミー王国のある人物によって一五山に封印されるが、ちょうどそこにあったライラの悪夢のお城が崩壊したことによって封印が解けて復活した。ゆめへの恋心が原因で本調子ではない亮仁のサポート役として、兄の遼仁とことこの兄の律を仲間に引き込む。
げくん
声 - 貫井柚佳
第2期第15話で「今日もお掃除でみんなピカピカハッピー」と言いながら突如登場した。「この僕が来たからにはピカピカにならざるを得ないね」「まだまだお疲れってほどでもないと言っても過言ではないと言わざるを得ないね」といったように癖のある口調で話す。通った跡が磨かれて鏡のようにピカピカになる。「いつかまた会おう」と言って去っていった。第36話では、ゴミかいじゅうの夢の中でみゅーの「こんなときあの人がいてくれたらみゃ」のつぶやきに呼応するように、空に「げ」の字が黒い雲で浮かび上がった。しかし、げくんの再登場とはならなかった。

## 用語
ユメシンクロ
みゅーが持っている能力。相手の夢の中に入ることが出来る。
夢の中に入れるのは、初回放送から第1期第45話まではみゅーとゆめ、およびドリーミーメイトであり、ゆめ以外のドリームパートナーは夢に入ることはできなかったが、第1期46話から朝陽も夢に入れるようになり、第2期よりユメシンクロがパワーアップしたことで、まいら、ことこ、ときわも夢に入れるようになった(一部を除く)。また、ゆめが悪夢に侵された場合はユメシンクロができなくなるリスクが存在する。
ドリームパートナー
子猫と人間のパートナー関係のこと。
ゆめはみゅーと心を通わせるとユメシンクロが出来る。その際には妖精風のコスチュームに変わるが、第1期第27話で他のドリームパートナーも女王さまから同様のコスチュームを貸し出された。なお、男の子用もあり、朝陽が着用した。
第1期第46話から朝陽もれいと心を通わせてユメシンクロできることが判明。その際は王子風のコスチュームに変わったが、第2期では妖精風のコスチュームに戻っている。
第2期からまいら、ことこ、ときわもユメシンクロできるようになり、コスチュームは第1期第27話と同じ妖精風のコスチュームに変わる。
ドリーミーメイト
子猫同士の仲間関係のこと。子猫のパートナーとなる人間には他の子猫の正体を知られても問題はない（第1期最終話でゆめたちの正体を知った杉山遼仁と百合は例外で、正体を知られることは特別に許されている）。
殆どの個体は動けるようになるのにミュークルステッキの力が必要だったが、みゅーとれいはそれぞれのドリームパートナーに拾われた瞬間会話可能となった。
ドリーミーストーン
ブラックスキーマが消されて、人の心に新しい夢が生まれると現れる宝石。
ドリーミーコンパクト
ゆめの胸に付けていて、ミュークルキーをさして開くと夢の中に入ることが出来る。
ドリーミーコンパス

ミュークルキー
みゅーの左耳の星から現れ、ドリーミーコンパクトを開くことが出来る。
ミュークルステッキ
魔法のステッキで、主にブラックアビスを消すことが出来る。1回のユメシンクロにつき1回しか使用できない。
第1期第25話からはドリーミーストーンをセットすることでパワーアップする。
ミュークルレインボウ

ドリーミーボックス
ドリーミーストーンを入れる宝石箱。ドリーミーストーンでいっぱいにすると女王様が夢一つを叶えてくれる。
ブラックスキーマ
ネガティブな感情から生まれた暗い心のスキーマ。
ブラックアビス
ブラックスキーマを埋める黒い石。これを用いると人は悪い状態になり暴走してしまう。暴走させる対象は人間に限らず、ロボットなどの無生物でも可能。
ミラクルドリーミー王国
みゅー達の出身地、空の上にある世界。
プリンスストーン
朝陽とれいがユメシンクロする際に必要となるアイテム。第46話にてことこの家にあるいちご石から出現した。
ミュークルスター

ミラクルドリーミー王国の古文書

ドリーミーラベンダーフラワー

こ～えんのへそキング
第2期第39話で登場した公園にあるへそキングの像。誰が建てたか何を意味する像なのか分かっていない。公園の夢の中ではへそマンとして登場している。第49話ではへその像がまいらの事務所前にあり、「公園にも似たようなのがあったね」とれいに言及された。

## テレビアニメ
2020年4月5日から2021年4月4日までテレビ東京系列ほかにて第1期が放送された。なお、本作は同時間帯のアニメとしては『ライブオン CARDLIVER 翔』以来10年6か月ぶりの完全新作アニメとなり、ネットワークセールス移行後及び新作アニメでのハイビジョン制作としては初となった。また、テレビ東京系列でサンリオ原作のアニメが放映されるのは『リルリルフェアリル〜魔法の鏡〜』以来、2年ぶりとなった。
次回予告の後には、マリィ・プリマヴェラによる夢占いのコーナーが挿入されていた。当初はみゅー役の豊崎が読み上げていたが、後に夢占いが特技であるねね役の高野が読み上げるようになった。
新型コロナウイルスの影響による感染拡大を受けて、2020年4月26日放送の第4話を持って放送を一時中断となり、翌週5月3日からは第1話から再放送し、5月31日より第5話以降の放送を再開した。再開以降のエピソードは遅くとも第40話まで実際の放送時期と季節のずれが生じていた。
2021年4月11日から2022年3月27日まで『ミュークルドリーミー みっくす！』と改題したうえで第2期が放送された。第1期にあった夢占いに代わり、主題歌担当のいっちーとなる及び着ぐるみのみゅーによるミニコメントパートが挿入されたほか、不定期で本編を放送休止して、前半パートをこれまでのエピソードの総集編やお便り紹介、後半パートをいっちーとなる、みゅーによる実写パートで構成された特別回を挟むことがあった。
本作の終了をもって、サンリオ原作のアニメの放送は再び廃枠となり、2023年4月放送のテレビ東京系列からフジテレビ系列に移行したアニメ『ぼさにまる』が開始するまで中断することになった。

### スタッフ
- 原作 - サンリオ[4]
- 監督 - 桜井弘明[4]
- シリーズ構成 - 金杉弘子[4]
- キャラクター・プロップデザイン - 古木舞[4]
- 美術監督 - 水谷利春
- 美術設定 - 水谷利春、真村躍（第1期第5話以降）、中島美佳（第1期第6話以降）
- 色彩設計 - 日野亜朱佳
- 撮影監督 - KIL SOUNG-JU
- 編集 - 山岸歩奈実
- 音楽 - 川田瑠夏[4]
- 音楽制作 - MASTERHOOD[4]
- 音響監督 - 明田川仁[31]
- プロデューサー - 矢本夏子（第1期）、福田浩平、原直輝、小浜匠（第1期）、団野喜人（第1期第29話まで）→青木美菜子（第1期第30話 - 第48話）→西浦陽一（第2期）、松倉友二、田口由香子（第1期）、細川修
- アニメーションプロデューサー - 松倉友二[32]
- アニメーション制作 - J.C.STAFF[4]
- 製作 - テレビ東京、ADKエモーションズ、J.C.STAFF[注 8]

### 主題歌

#### オープニングテーマ
「ミライくるくるユメくるる！」
澤田真里愛による第1期オープニングテーマ。作詞は畑亜貴、作曲・編曲はEFFY。
第14話から映像の一部が変更され、ときわとねねが登場するようになり、第27話からは新たに朝陽とれいの登場するシーンが増えて10人になった。
「フレー！フレー！ドリーミージャンプ」
いっちー&なるによる第2期オープニングテーマ。作詞は畑亜貴、作曲・編曲は髙田暁。

#### エンディングテーマ
「トキメキコレクター」
澤田真里愛による第1期エンディングテーマ。作詞は畑亜貴、作曲・編曲はMotokiyo、プラスアレンジは菊谷知樹。ダンスの振付は野村莉容子。
アニメーションは3DCGによるトゥーンレンダリング描写となっている。
ダンスを披露しているのはゆめ、まいら、ことこの3人。後方で朝陽が応援しているほか、みゅー、ぺこ、すうもステージで踊っている。
第27話からは映像の一部が変更され、ときわと朝陽、ねね、れいを加えた10人でダンスを披露している（これにより、初回から第26話まで後方で応援していた朝陽の演出は無くなっている）。
第48話ではED兼挿入歌として使用。
「ダイスキセカイ」
いっちー&なるによる第2期エンディングテーマ。作詞は畑亜貴、作曲・編曲は三好啓太。
通常回の映像は手描きの2Dアニメと3DCGによるダンス映像を組み合わせたもの。
通常放送の本編ではミュークルレインボウを持ったゆめ、中学生時代のまいら、ときわ、朝陽、高校生になったことこ、みゅー、ぺこ、すう、ねね、れいの10人がダンスを披露しているため（第1期エンディングテーマの後期と同様）、ステージの場面も変更されている。
第49話ではED兼挿入歌として使用。
いっちーとなるの実写回では実写映像が使用される。サンリオピューロランドにていっちー、なると着ぐるみのみゅー、ぺこ、すうが踊っている。開始前にいっちーが「今日はここまで」なるが「最後にみんなでダイスキセカイを踊っちゃお!」と言ってスタートする（2021年11月28日放送まで終了時にいっちーとなるが「来週も見てねー」と言って締めているが、同年12月26日放送から2022年2月27日までの実写回では来週に該当する2022年1月2日の放送が年始特番で放送休止や同年1月16日放送から1月30日放送（ただし、1月23日は通常放送のため前述のバージョン）まで歌まつりのため、「ダイスキセカイ」を踊った後にそのまま終了する）。

#### 挿入歌
「ロック！ロック！ロック！」
ロック・ペブル&ストーンズによる第39話挿入歌。作詞は金杉弘子、作曲・編曲は川田瑠夏。

### 各話リスト
| 話数                                     | サブタイトル                              | 脚本                          | 絵コンテ                      | 演出                          | 作画監督                                                                                               | 総作画監督                        | 初放送日                      |                               |                               |                               |                               |                               |                               |                               |                               |                               |                               |                               |                               |                               |                               |                               |                               |                               |
| 第1期『ミュークルドリーミー』            | 第1期『ミュークルドリーミー』             | 第1期『ミュークルドリーミー』 | 第1期『ミュークルドリーミー』 | 第1期『ミュークルドリーミー』 | 第1期『ミュークルドリーミー』                                                                          | 第1期『ミュークルドリーミー』     | 第1期『ミュークルドリーミー』 | 第1期『ミュークルドリーミー』 | 第1期『ミュークルドリーミー』 | 第1期『ミュークルドリーミー』 | 第1期『ミュークルドリーミー』 | 第1期『ミュークルドリーミー』 | 第1期『ミュークルドリーミー』 | 第1期『ミュークルドリーミー』 | 第1期『ミュークルドリーミー』 | 第1期『ミュークルドリーミー』 | 第1期『ミュークルドリーミー』 | 第1期『ミュークルドリーミー』 | 第1期『ミュークルドリーミー』 | 第1期『ミュークルドリーミー』 | 第1期『ミュークルドリーミー』 | 第1期『ミュークルドリーミー』 | 第1期『ミュークルドリーミー』 | 第1期『ミュークルドリーミー』 |
| ---------------------------------------- | ----------------------------------------- | ----------------------------- | ----------------------------- | ----------------------------- | --- | --------------------------------- | ----------------------------- | ----------------------------- | ----------------------------- | ----------------------------- | ----------------------------- | ----------------------------- | ----------------------------- | ----------------------------- | ----------------------------- | ----------------------------- | ----------------------------- | ----------------------------- | ----------------------------- | ----------------------------- | ----------------------------- | ----------------------------- | ----------------------------- | ----------------------------- |
| 第1話                                    | はじまりのストーリー                      | 金杉弘子                      | 桜井弘明 今千秋               | 石田美由紀 今千秋             | 佐藤嵩光 坂本哲也 迫由里香                                                                             | 古木舞                            | 2020年 4月5日                 |                               |                               |                               |                               |                               |                               |                               |                               |                               |                               |                               |                               |                               |                               |                               |                               |                               |
| 第2話                                    | ユメシンクロで仮入部                      | 金杉弘子                      | 桜井弘明 今千秋               | 海宝興蔵 今千秋               | 橋詰力 前田ゆり子 迫由里香                                                                             | 藤井昌宏 古木舞                   | 4月12日                       |                               |                               |                               |                               |                               |                               |                               |                               |                               |                               |                               |                               |                               |                               |                               |                               |                               |
| 第3話                                    | 先輩の夢に入っちゃお                      | 金杉弘子                      | 大地丙太郎                    | 冨永恒雄                      | 松本文男 小倉恭平                                                                                      | 藤井昌宏 古木舞                   | 4月19日                       |                               |                               |                               |                               |                               |                               |                               |                               |                               |                               |                               |                               |                               |                               |                               |                               |                               |
| 第4話                                    | もう一人のドリーミーメイト？              | 金杉弘子                      | 冨永恒雄                      | 冨永恒雄                      | 松本文男 小倉恭平                                                                                      | 藤井昌宏 古木舞                   | 4月26日                       |                               |                               |                               |                               |                               |                               |                               |                               |                               |                               |                               |                               |                               |                               |                               |                               |                               |
| 第5話                                    | ことことコトコト                          | 水上清資                      | 宮崎なぎさ                    | 森田侑希                      | 川島明子 関本美穂                                                                                      | 藤井昌宏                          | 5月31日                       |                               |                               |                               |                               |                               |                               |                               |                               |                               |                               |                               |                               |                               |                               |                               |                               |                               |
| 第6話                                    | はじめての中間テスト                      | 金杉弘子                      | 川島宏                        | 石田美由紀                    | 大木良一                                                                                               | 古木舞                            | 6月7日                        |                               |                               |                               |                               |                               |                               |                               |                               |                               |                               |                               |                               |                               |                               |                               |                               |                               |
| 第7話                                    | フレッ！フレッ！おさななじみ              | 大場小ゆり                    | きむらひでふみ                | 村山靖                        | 松本文男 小倉恭平 岡辰也 阿形大輔                                                                      | 藤井昌宏                          | 6月14日                       |                               |                               |                               |                               |                               |                               |                               |                               |                               |                               |                               |                               |                               |                               |                               |                               |                               |
| 第8話                                    | 林間学校で大ゲンカ!?                      | 金杉弘子                      | 冨永恒雄                      | 冨永恒雄                      | 松本文男 小倉恭平 岡辰也 阿形大輔                                                                      | 藤井昌宏 古木舞                   | 6月21日                       |                               |                               |                               |                               |                               |                               |                               |                               |                               |                               |                               |                               |                               |                               |                               |                               |                               |
| 第9話                                    | きゅうちゃんのゆううつ                    | 水上清資                      | 細川ヒデキ 山川吉樹           | 海宝興蔵                      | 坂本哲也                                                                                               | 古木舞                            | 6月28日                       |                               |                               |                               |                               |                               |                               |                               |                               |                               |                               |                               |                               |                               |                               |                               |                               |                               |
| 第10話                                   | 雨ふりねぶそくゆめちゃん                  | 今千秋 稲葉央明               | 髙木啓明                      | 髙木啓明                      | 松本文男 小倉恭平 阿形大輔                                                                             | 藤井昌宏                          | 7月5日                        |                               |                               |                               |                               |                               |                               |                               |                               |                               |                               |                               |                               |                               |                               |                               |                               |                               |
| 第11話                                   | ななちゃんとあそぼ                        | 大場小ゆり                    | 宮崎なぎさ                    | 本間修 森田侑希               | 川島明子 関本美穂                                                                                      | 藤井昌宏                          | 7月12日                       |                               |                               |                               |                               |                               |                               |                               |                               |                               |                               |                               |                               |                               |                               |                               |                               |                               |
| 第12話                                   | オレっちが先に見つけるにゅい              | 金杉弘子                      | きむらひでふみ                | 村山靖                        | Park Ji-Seung 松本文男 小倉恭平                                                                        | 藤井昌宏                          | 7月19日                       |                               |                               |                               |                               |                               |                               |                               |                               |                               |                               |                               |                               |                               |                               |                               |                               |                               |
| 第13話                                   | 転校生ときわちゃん                        | 金杉弘子                      | 島崎奈々子                    | 石田美由紀                    | 佐藤嵩光                                                                                               | -                                 | 7月26日                       |                               |                               |                               |                               |                               |                               |                               |                               |                               |                               |                               |                               |                               |                               |                               |                               |                               |
| 第14話                                   | ときわちゃん大争奪                        | 大場小ゆり                    | 冨永恒雄                      | 冨永恒雄                      | 小倉恭平 松本文男 岡辰也                                                                               | 藤井昌宏                          | 8月2日                        |                               |                               |                               |                               |                               |                               |                               |                               |                               |                               |                               |                               |                               |                               |                               |                               |                               |
| 第15話                                   | ドキドキ花火大会                          | 金杉弘子                      | 宮崎なぎさ                    | 海宝興蔵                      | 坂本哲也                                                                                               | -                                 | 8月9日                        |                               |                               |                               |                               |                               |                               |                               |                               |                               |                               |                               |                               |                               |                               |                               |                               |                               |
| 第16話                                   | 私はやっぱりチアっちゃお！                | 大場小ゆり                    | 桜井弘明                      | 村山靖                        | 小倉恭平 松本文男 Park Ji-Seung 阿形大輔 岡辰也                                                        | 藤井昌宏                          | 8月16日                       |                               |                               |                               |                               |                               |                               |                               |                               |                               |                               |                               |                               |                               |                               |                               |                               |                               |
| 第17話                                   | 恐怖のプチトマトマン                      | 横谷昌宏                      | 大地丙太郎                    | 石田美由紀 森田侑希           | 川島明子 関本美穂                                                                                      | 藤井昌宏                          | 8月23日                       |                               |                               |                               |                               |                               |                               |                               |                               |                               |                               |                               |                               |                               |                               |                               |                               |                               |
| 第18話                                   | 岬に行ってはいけないよ                    | 水上清資                      | 冨永恒雄                      | 冨永恒雄                      | 小倉恭平 松本文男 Park Ji-Seung                                                                        | 藤井昌宏                          | 8月30日                       |                               |                               |                               |                               |                               |                               |                               |                               |                               |                               |                               |                               |                               |                               |                               |                               |                               |
| 第19話                                   | お誕生日ゆめちゃん合宿中                  | 金杉弘子                      | 鈴木行                        | 海宝興蔵                      | 坂本哲也                                                                                               | -                                 | 9月6日                        |                               |                               |                               |                               |                               |                               |                               |                               |                               |                               |                               |                               |                               |                               |                               |                               |                               |
| 第20話                                   | ボンジュール！れいくん                    | 金杉弘子                      | 髙木啓明                      | 髙木啓明                      | 小倉恭平 松本文男 岡辰也                                                                               | 藤井昌宏 古木舞                   | 9月13日                       |                               |                               |                               |                               |                               |                               |                               |                               |                               |                               |                               |                               |                               |                               |                               |                               |                               |
| 第21話                                   | 寛太と健太のユメシンクロ                  | 横谷昌宏                      | 湖山禎崇                      | 石田美由紀                    | 佐藤嵩光                                                                                               | 古木舞                            | 9月20日                       |                               |                               |                               |                               |                               |                               |                               |                               |                               |                               |                               |                               |                               |                               |                               |                               |                               |
| 第22話                                   | スギヤマ☆パラダイス                       | 大場小ゆり                    | 渡部高志                      | 村山靖                        | 福世孝明 古澤貴文 Park Ji-Seung 岡辰也 阿形大輔 松本文男                                               | 松本文男                          | 9月27日                       |                               |                               |                               |                               |                               |                               |                               |                               |                               |                               |                               |                               |                               |                               |                               |                               |                               |
| 第23話                                   | はなちゃんの夢                            | 中村能子                      | 宮崎なぎさ                    | 海宝興蔵 森田侑希             | 坂本哲也 川島明子 関本美穂                                                                             | 藤井昌宏                          | 10月4日                       |                               |                               |                               |                               |                               |                               |                               |                               |                               |                               |                               |                               |                               |                               |                               |                               |                               |
| 第24話                                   | パワーアップな文化祭                      | 金杉弘子                      | きむらひでふみ                | 冨永恒雄                      | 福世孝明 小倉恭平 古澤貴文 岡辰也 松本文男                                                             | 松本文男                          | 10月11日                      |                               |                               |                               |                               |                               |                               |                               |                               |                               |                               |                               |                               |                               |                               |                               |                               |                               |
| 第25話                                   | ドリーミーメイトだよ全員集合！            | 金杉弘子                      | 大地丙太郎 今千秋             | 冨永恒雄 今千秋               | 小倉恭平 古澤貴文 福世孝明 Park Ji-Seung 松本文男 古木舞                                               | 松本文男 古木舞                   | 10月18日                      |                               |                               |                               |                               |                               |                               |                               |                               |                               |                               |                               |                               |                               |                               |                               |                               |                               |
| 第26話                                   | おさななじみにはわかるの？                | 金杉弘子                      | 桜井弘明                      | 海宝興蔵                      | 佐藤嵩光                                                                                               | -                                 | 10月25日                      |                               |                               |                               |                               |                               |                               |                               |                               |                               |                               |                               |                               |                               |                               |                               |                               |                               |
| 第27話                                   | ようこそ！お空の上のお城へ                | 大場小ゆり                    | 大地丙太郎                    | 村山靖                        | 古澤貴文 小倉恭平 福世孝明 Park Ji-Seung 岡辰也                                                        | 松本文男                          | 11月1日                       |                               |                               |                               |                               |                               |                               |                               |                               |                               |                               |                               |                               |                               |                               |                               |                               |                               |
| 第28話                                   | まいらマイラブ♡                           | 金杉弘子                      | 桜井弘明                      | 石田美由紀                    | 大木良一 坂本哲也 古木舞                                                                               | -                                 | 11月8日                       |                               |                               |                               |                               |                               |                               |                               |                               |                               |                               |                               |                               |                               |                               |                               |                               |                               |
| 第29話                                   | こわがりのカボチャさん                    | 横谷昌宏                      | 冨永恒雄                      | 冨永恒雄                      | 古澤貴文 福世孝明 小倉恭平 岡辰也 阿形大輔 松本文男                                                    | 松本文男                          | 11月15日                      |                               |                               |                               |                               |                               |                               |                               |                               |                               |                               |                               |                               |                               |                               |                               |                               |                               |
| 第30話                                   | ヨミーとムッキー                          | 大場小ゆり                    | 鎌倉由実                      | 海宝興蔵 森田侑希             | 川島明子 関本美穂                                                                                      | 藤井昌宏                          | 11月22日                      |                               |                               |                               |                               |                               |                               |                               |                               |                               |                               |                               |                               |                               |                               |                               |                               |                               |
| 第31話                                   | デートでドキドキゆめちゃん                | 中村能子                      | 髙木啓明                      | 髙木啓明                      | 小倉恭平 福世孝明 古澤貴文 岡辰也 阿形大輔 松本文男                                                    | 松本文男                          | 11月29日                      |                               |                               |                               |                               |                               |                               |                               |                               |                               |                               |                               |                               |                               |                               |                               |                               |                               |
| 第32話                                   | 誕生日はワンワンいちごー！                | 金杉弘子                      | 島崎奈々子                    | 海宝興蔵                      | 佐藤嵩光                                                                                               | -                                 | 12月6日                       |                               |                               |                               |                               |                               |                               |                               |                               |                               |                               |                               |                               |                               |                               |                               |                               |                               |
| 第33話                                   | 届くといいな ドリーミーチャーム           | 大場小ゆり                    | 冨永恒雄                      | 村山靖                        | 古澤貴文 小倉恭平 福世孝明 南伸一郎                                                                    | 松本文男                          | 12月13日                      |                               |                               |                               |                               |                               |                               |                               |                               |                               |                               |                               |                               |                               |                               |                               |                               |                               |
| 第34話                                   | まいらちゃんと牧場へ                      | 中村能子                      | 宮崎なぎさ                    | 石田美由紀                    | 坂本哲也                                                                                               | -                                 | 12月20日                      |                               |                               |                               |                               |                               |                               |                               |                               |                               |                               |                               |                               |                               |                               |                               |                               |                               |
| 第35話                                   | 流れ星にお願い☆                           | 横谷昌宏                      | きむらひでふみ                | 冨永恒雄                      | 小倉恭平 古澤貴文 岡辰也 松本文男                                                                      | 松本文男                          | 12月27日                      |                               |                               |                               |                               |                               |                               |                               |                               |                               |                               |                               |                               |                               |                               |                               |                               |                               |
| 第36話                                   | 年末年始はみんなでハッピー！              | 金杉弘子                      | 大地丙太郎                    | 海宝興蔵 森田侑希             | 川島明子 関本美穂                                                                                      | 藤井昌宏                          | 2021年 1月10日                |                               |                               |                               |                               |                               |                               |                               |                               |                               |                               |                               |                               |                               |                               |                               |                               |                               |
| 第37話                                   | 杉山先輩のひみつ                          | 金杉弘子                      | 渡部高志                      | 冨永恒雄                      | 古澤貴文 小倉恭平 福世孝明 岡辰也 松本文男                                                             | 松本文男                          | 1月17日                       |                               |                               |                               |                               |                               |                               |                               |                               |                               |                               |                               |                               |                               |                               |                               |                               |                               |
| 第38話                                   | みゅーちゃんを離さない！                  | 金杉弘子                      | 島崎奈々子                    | 石田美由紀                    | 佐藤嵩光                                                                                               | -                                 | 1月24日                       |                               |                               |                               |                               |                               |                               |                               |                               |                               |                               |                               |                               |                               |                               |                               |                               |                               |
| 第39話                                   | ロック・ぺブル＆ストーンズ                | 水上清資                      | 冨永恒雄                      | 村山靖                        | 小倉恭平 古澤貴文 岡辰也 松本文男                                                                      | 松本文男                          | 1月31日                       |                               |                               |                               |                               |                               |                               |                               |                               |                               |                               |                               |                               |                               |                               |                               |                               |                               |
| 第40話                                   | 雪だるまさん溶けないで                    | 中村能子                      | 鎌倉由実                      | 海宝興蔵                      | 坂本哲也                                                                                               | -                                 | 2月7日                        |                               |                               |                               |                               |                               |                               |                               |                               |                               |                               |                               |                               |                               |                               |                               |                               |                               |
| 第41話                                   | バレンタイン和菓子配っちゃお！            | 横谷昌宏                      | 髙木啓明                      | 髙木啓明                      | 小倉恭平 古澤貴文 岡辰也 福世孝明 松本文男                                                             | 松本文男                          | 2月14日                       |                               |                               |                               |                               |                               |                               |                               |                               |                               |                               |                               |                               |                               |                               |                               |                               |                               |
| 第42話                                   | おたから石は突然に！                      | 大場小ゆり                    | 宮崎なぎさ                    | 海宝興蔵 森田侑希             | 川島明子 関本美穂                                                                                      | 藤井昌宏                          | 2月21日                       |                               |                               |                               |                               |                               |                               |                               |                               |                               |                               |                               |                               |                               |                               |                               |                               |                               |
| 第43話                                   | 先輩たちにチアっちゃお！                  | 大場小ゆり                    | 渡部高志                      | 村山靖                        | 古澤貴文 福世孝明 南伸一郎 岡辰也 松本文男                                                             | 松本文男                          | 2月28日                       |                               |                               |                               |                               |                               |                               |                               |                               |                               |                               |                               |                               |                               |                               |                               |                               |                               |
| 第44話                                   | アッキーが帰って来た！                    | 金杉弘子                      | 佐藤竜雄 今千秋               | 石田美由紀 今千秋             | 佐藤嵩光 古木舞                                                                                        | -                                 | 3月7日                        |                               |                               |                               |                               |                               |                               |                               |                               |                               |                               |                               |                               |                               |                               |                               |                               |                               |
| 第45話                                   | 悪夢のお城だったかも？                    | 大場小ゆり                    | きむらひでふみ                | たかぎひろあき                | 古澤貴文 福世孝明 岡辰也 松本文男                                                                      | 松本文男                          | 3月14日                       |                               |                               |                               |                               |                               |                               |                               |                               |                               |                               |                               |                               |                               |                               |                               |                               |                               |
| 第46話                                   | 女王さまと女王様                          | 金杉弘子                      | 島崎奈々子                    | 海宝興蔵                      | 坂本哲也                                                                                               | -                                 | 3月21日                       |                               |                               |                               |                               |                               |                               |                               |                               |                               |                               |                               |                               |                               |                               |                               |                               |                               |
| 第47話                                   | ゆめちゃんの夢                            | 金杉弘子                      | 大地丙太郎                    | 冨永恒雄                      | 古澤貴文 岡辰也 南伸一郎 阿形大輔 松本文男                                                             | 松本文男 古木舞                   | 3月28日                       |                               |                               |                               |                               |                               |                               |                               |                               |                               |                               |                               |                               |                               |                               |                               |                               |                               |
| 第48話                                   | 卒業入学おめでとう！                      | 金杉弘子                      | 鎌倉由実 桜井弘明             | 石田美由紀 海宝興蔵           | 佐藤嵩光                                                                                               | -                                 | 4月4日                        |                               |                               |                               |                               |                               |                               |                               |                               |                               |                               |                               |                               |                               |                               |                               |                               |                               |
| 第2期『ミュークルドリーミー みっくす！』 |                                           |                               |                               |                               | |                                   |                               |                               |                               |                               |                               |                               |                               |                               |                               |                               |                               |                               |                               |                               |                               |                               |                               |                               |
| 第1話                                    | ユメシンクロできちゃった！                | 金杉弘子                      | 桜井弘明                      | 海宝興蔵 石田美由紀           | 長﨑千穂 篠原佐代子 坂本哲也 高橋みか                                                                  | 坂本哲也 高橋みか                 | 4月11日                       |                               |                               |                               |                               |                               |                               |                               |                               |                               |                               |                               |                               |                               |                               |                               |                               |                               |
| 第2話                                    | ゆにくんは風まかせ                        | 金杉弘子                      | 冨永恒雄                      | 森田侑希 石田美由紀           | 川島明子 関本美穂                                                                                      | 藤井昌宏                          | 4月18日                       |                               |                               |                               |                               |                               |                               |                               |                               |                               |                               |                               |                               |                               |                               |                               |                               |                               |
| 第3話                                    | ハッピーバースデイときわちゃん            | 金杉弘子                      | 髙木啓明                      | 粟井重紀                      | 高橋こう平 粟井重紀 新城真 セブンシーズ 寿門堂                                                         | 藤井昌宏                          | 4月25日                       |                               |                               |                               |                               |                               |                               |                               |                               |                               |                               |                               |                               |                               |                               |                               |                               |                               |
| 第4話 （特別編1）                        | いっちー＆なるがやってきた！              | （実写）                      | （実写）                      | （実写）                      | （実写）                                                                                               | （実写）                          | 5月2日                        |                               |                               |                               |                               |                               |                               |                               |                               |                               |                               |                               |                               |                               |                               |                               |                               |                               |
| 第5話                                    | ちあちゃんばぶー♡                         | 金杉弘子                      | 島崎奈々子                    | 海宝興蔵                      | 佐藤嵩光 篠原佐代子                                                                                    | 佐藤嵩光                          | 5月9日                        |                               |                               |                               |                               |                               |                               |                               |                               |                               |                               |                               |                               |                               |                               |                               |                               |                               |
| 第6話                                    | 赤ちゃんがいっぱい                        | 大場小ゆり                    | 冨永恒雄                      | 冨永恒雄                      | 松本文男 横山悦子 齋藤和広                                                                             | 藤井昌宏                          | 5月16日                       |                               |                               |                               |                               |                               |                               |                               |                               |                               |                               |                               |                               |                               |                               |                               |                               |                               |
| 第7話                                    | たのしもうよ朝陽                          | 横谷昌宏                      | 宮崎なぎさ                    | 石田美由紀                    | 高橋みか 長﨑千穂                                                                                      | 高橋みか                          | 5月23日                       |                               |                               |                               |                               |                               |                               |                               |                               |                               |                               |                               |                               |                               |                               |                               |                               |                               |
| 第8話 （特別編2）                        | いちなると切り絵に挑戦！                  | （実写）                      | （実写）                      | （実写）                      | （実写）                                                                                               | （実写）                          | 5月30日                       |                               |                               |                               |                               |                               |                               |                               |                               |                               |                               |                               |                               |                               |                               |                               |                               |                               |
| 第9話                                    | お笑いグランプリ出場するで！              | 大場小ゆり                    | 岩崎良明                      | 中川根みよし                  | YU BONG HYUN LEE JUNG NAM PACK MA GANG                                                                 | 藤井昌宏 古木舞                   | 6月6日                        |                               |                               |                               |                               |                               |                               |                               |                               |                               |                               |                               |                               |                               |                               |                               |                               |                               |
| 第10話                                   | アウトドアって楽しい！                    | 中村能子                      | 島崎奈々子                    | 森田侑希 海宝興蔵             | 川島明子 関本美穂                                                                                      | 藤井昌宏 古木舞                   | 6月13日                       |                               |                               |                               |                               |                               |                               |                               |                               |                               |                               |                               |                               |                               |                               |                               |                               |                               |
| 第11話                                   | パーティやっちゃうにゅい！                | 金杉弘子                      | 冨永恒雄 髙木啓明             | 髙木啓明                      | 松本文男 橋本久美 今井恵                                                                               | -                                 | 6月20日                       |                               |                               |                               |                               |                               |                               |                               |                               |                               |                               |                               |                               |                               |                               |                               |                               |                               |
| 第12話 （特別編3）                       | いちなるとお絵描きに挑戦！                | （実写）                      | （実写）                      | （実写）                      | （実写）                                                                                               | （実写）                          | 6月27日                       |                               |                               |                               |                               |                               |                               |                               |                               |                               |                               |                               |                               |                               |                               |                               |                               |                               |
| 第13話                                   | 天の川はワクワクキラキラ！                | 金杉弘子                      | 山岡実                        | 海宝興蔵                      | 佐藤嵩光 篠原佐代子                                                                                    | 佐藤嵩光                          | 7月4日                        |                               |                               |                               |                               |                               |                               |                               |                               |                               |                               |                               |                               |                               |                               |                               |                               |                               |
| 第14話                                   | お空がキラキラ花火大会                    | 大場小ゆり                    | 宮崎なぎさ                    | 石田美由紀 海宝興蔵           | 新城真 吉田肇 栗井重紀                                                                                 | 古木舞 藤井昌宏 佐藤嵩光          | 7月11日                       |                               |                               |                               |                               |                               |                               |                               |                               |                               |                               |                               |                               |                               |                               |                               |                               |                               |
| 第15話                                   | 大そうじでピカピカハッピー！              | 横谷昌宏                      | 佐藤竜雄                      | 石田美由紀                    | 高橋みか 長﨑千穂                                                                                      | 高橋みか                          | 7月18日                       |                               |                               |                               |                               |                               |                               |                               |                               |                               |                               |                               |                               |                               |                               |                               |                               |                               |
| 第16話 （特別編4）                       | いちなるとチアふるに挑戦！                | （実写）                      | （実写）                      | （実写）                      | （実写）                                                                                               | （実写）                          | 7月25日                       |                               |                               |                               |                               |                               |                               |                               |                               |                               |                               |                               |                               |                               |                               |                               |                               |                               |
| 第17話                                   | お久しぶりです百合先輩                    | 金杉弘子                      | 冨永恒雄                      | 冨永恒雄                      | 松本文男 齋藤和広 横山悦子 今井恵 橋本久美                                                             | -                                 | 8月1日                        |                               |                               |                               |                               |                               |                               |                               |                               |                               |                               |                               |                               |                               |                               |                               |                               |                               |
| 第18話 （特別編5）                       | いちなるとミュークルドリーミー みっくす！ | （実写）                      | （実写）                      | （実写）                      | （実写）                                                                                               | （実写）                          | 8月8日                        |                               |                               |                               |                               |                               |                               |                               |                               |                               |                               |                               |                               |                               |                               |                               |                               |                               |
| 第19話                                   | 今年もお誕生日ゆめちゃん合宿中            | 中村能子                      | 島崎奈々子                    | 森田侑希 石田美由紀           | 川島明子 関本美穂                                                                                      | 藤井昌宏 古木舞                   | 8月15日                       |                               |                               |                               |                               |                               |                               |                               |                               |                               |                               |                               |                               |                               |                               |                               |                               |                               |
| 第20話 （特別編6）                       | いちなると粘土細工に挑戦！                | （実写）                      | （実写）                      | （実写）                      | （実写）                                                                                               | （実写）                          | 8月22日                       |                               |                               |                               |                               |                               |                               |                               |                               |                               |                               |                               |                               |                               |                               |                               |                               |                               |
| 第21話                                   | 僕もプレゼントあげたいなぁ                | 金杉弘子                      | 宮崎なぎさ                    | 海宝興蔵                      | 佐藤嵩光 篠原佐代子                                                                                    | 佐藤嵩光                          | 8月29日                       |                               |                               |                               |                               |                               |                               |                               |                               |                               |                               |                               |                               |                               |                               |                               |                               |                               |
| 第22話                                   | 一五町スウィーツコンテスト                | 大場小ゆり                    | 冨永恒雄 髙木啓明             | 髙木啓明                      | 松本文男 今井恵 橋本久美 齋藤和広 横山悦子 RadPlus ワンオーダー スタジオグラム 古木舞                  | -                                 | 9月5日                        |                               |                               |                               |                               |                               |                               |                               |                               |                               |                               |                               |                               |                               |                               |                               |                               |                               |
| 第23話                                   | 川のほとりでドンシャガラン！              | 横谷昌宏                      | 大地丙太郎                    | 石田美由紀                    | 高橋みか 長﨑千穂                                                                                      | 高橋みか                          | 9月12日                       |                               |                               |                               |                               |                               |                               |                               |                               |                               |                               |                               |                               |                               |                               |                               |                               |                               |
| 第24話                                   | お空の上のヒミツのお部屋                  | 中村能子                      | 宮崎なぎさ                    | 石田美由紀 千葉大輔           | 新城真 粟井重紀 大西陽一 南伸一郎 吉田肇 Revival ワンオーダー ラッドプラス セブンシーズ                | 古木舞 藤井昌宏 佐藤嵩光          | 9月19日                       |                               |                               |                               |                               |                               |                               |                               |                               |                               |                               |                               |                               |                               |                               |                               |                               |                               |
| 第25話 （特別編7）                       | いちなるとAIロボに挑戦！                  | （実写）                      | （実写）                      | （実写）                      | （実写）                                                                                               | （実写）                          | 9月26日                       |                               |                               |                               |                               |                               |                               |                               |                               |                               |                               |                               |                               |                               |                               |                               |                               |                               |
| 第26話                                   | アクムーちゃんにどうじょ〜                | 金杉弘子                      | 山岡実                        | 海宝興蔵                      | 佐藤嵩光 篠原佐代子                                                                                    | 佐藤嵩光                          | 10月3日                       |                               |                               |                               |                               |                               |                               |                               |                               |                               |                               |                               |                               |                               |                               |                               |                               |                               |
| 第27話                                   | スポーツランドもドリーミー                | 金杉弘子                      | 高田耕一                      | 門田英彦                      | 武口憲司 kwon yong sang                                                                                | 古木舞 藤井昌宏                   | 10月10日                      |                               |                               |                               |                               |                               |                               |                               |                               |                               |                               |                               |                               |                               |                               |                               |                               |                               |
| 第28話                                   | 京都でマイラブ♥                           | 金杉弘子                      | 桜井弘明                      | 石田美由紀                    | 高橋みか 長﨑千穂                                                                                      | 高橋みか                          | 10月17日                      |                               |                               |                               |                               |                               |                               |                               |                               |                               |                               |                               |                               |                               |                               |                               |                               |                               |
| 第29話                                   | あくあくハロウィンあっくむー！            | 大場小ゆり                    | 島崎奈々子                    | 森田侑希 石田美由紀           | 川島明子 関本美穂                                                                                      | 藤井昌宏                          | 10月24日                      |                               |                               |                               |                               |                               |                               |                               |                               |                               |                               |                               |                               |                               |                               |                               |                               |                               |
| 第30話 （特別編8）                       | いちなるとバナナに挑戦！                  | （実写）                      | （実写）                      | （実写）                      | （実写）                                                                                               | （実写）                          | 10月31日                      |                               |                               |                               |                               |                               |                               |                               |                               |                               |                               |                               |                               |                               |                               |                               |                               |                               |
| 第31話                                   | お笑いランドであぽぽのぽん                | 横谷昌宏                      | 冨永恒雄                      | 海宝興蔵                      | 佐藤嵩光 篠原佐代子 福本佳菜絵                                                                         | 佐藤嵩光                          | 11月7日                       |                               |                               |                               |                               |                               |                               |                               |                               |                               |                               |                               |                               |                               |                               |                               |                               |                               |
| 第32話                                   | 今年はダブルでワンワンいちごー            | 中村能子                      | 宮崎なぎさ                    | 前園文夫                      | 永田有香 陳潔琼 光の園アニメーション セブンシーズ Big Owl STUDIO MASSKET                               | 古木舞 藤井昌宏                   | 11月14日                      |                               |                               |                               |                               |                               |                               |                               |                               |                               |                               |                               |                               |                               |                               |                               |                               |                               |
| 第33話                                   | ボンジュール城はキラキラさぁ              | 大場小ゆり                    | 高田耕一                      | 服部福太郎 海宝興蔵           | 新城真 大西陽一 谷翔太郎 有賀英明 清水美友紀 ラッドプラス ワンオーダー STUDIO MASSKET                  | 古木舞 藤井昌宏 佐藤嵩光 高橋みか | 11月21日                      |                               |                               |                               |                               |                               |                               |                               |                               |                               |                               |                               |                               |                               |                               |                               |                               |                               |
| 第34話 （特別編9）                       | いちなると川柳に挑戦！                    | （実写）                      | （実写）                      | （実写）                      | （実写）                                                                                               | （実写）                          | 11月28日                      |                               |                               |                               |                               |                               |                               |                               |                               |                               |                               |                               |                               |                               |                               |                               |                               |                               |
| 第35話                                   | すうちゃんのステキメガネランド            | 中村能子                      | 鎌倉由実                      | 石田美由紀                    | 高橋みか 長﨑千穂 津畑春香 田中愛美 山下真子                                                           | 高橋みか                          | 12月5日                       |                               |                               |                               |                               |                               |                               |                               |                               |                               |                               |                               |                               |                               |                               |                               |                               |                               |
| 第36話                                   | ゴミゴミゴミーンと捨てないで              | 横谷昌宏                      | 高田耕一                      | 森田侑希 石田美由紀           | 川島明子 関本美穂                                                                                      | 藤井昌宏                          | 12月12日                      |                               |                               |                               |                               |                               |                               |                               |                               |                               |                               |                               |                               |                               |                               |                               |                               |                               |
| 第37話                                   | サンタさんがい〜っぱい！                  | 金杉弘子                      | 宮崎なぎさ                    | 山崎立士                      | 武口憲司 kwon yong sang                                                                                | 古木舞                            | 12月19日                      |                               |                               |                               |                               |                               |                               |                               |                               |                               |                               |                               |                               |                               |                               |                               |                               |                               |
| 第38話 （特別編10）                      | いちなると「かるた」作りに挑戦！          | （実写）                      | （実写）                      | （実写）                      | （実写）                                                                                               | （実写）                          | 12月26日                      |                               |                               |                               |                               |                               |                               |                               |                               |                               |                               |                               |                               |                               |                               |                               |                               |                               |
| 第39話                                   | 大事なこと言っちゃいま〜す！              | 金杉弘子                      | 島崎奈々子                    | 海宝興蔵                      | 佐藤嵩光 長﨑千穂 津畑春香 田中愛美 山下真子 福本佳菜絵 篠原佐代子                                     | 佐藤嵩光                          | 2022年 1月9日                 |                               |                               |                               |                               |                               |                               |                               |                               |                               |                               |                               |                               |                               |                               |                               |                               |                               |
| 第40話 （特別編11）                      | いちなると「ミラクル」に挑戦！            | （実写）                      | （実写）                      | （実写）                      | （実写）                                                                                               | （実写）                          | 1月16日                       |                               |                               |                               |                               |                               |                               |                               |                               |                               |                               |                               |                               |                               |                               |                               |                               |                               |
| 第41話                                   | みんなでプリンセス守っちゃお！            | 大場小ゆり                    | 山岡実                        | 腰繁男                        | 北島勇樹                                                                                               | 藤井昌宏 古木舞                   | 1月23日                       |                               |                               |                               |                               |                               |                               |                               |                               |                               |                               |                               |                               |                               |                               |                               |                               |                               |
| 第42話 （特別編12）                      | いちなると「コトコト」に挑戦！            | （実写）                      | （実写）                      | （実写）                      | （実写）                                                                                               | （実写）                          | 1月30日                       |                               |                               |                               |                               |                               |                               |                               |                               |                               |                               |                               |                               |                               |                               |                               |                               |                               |
| 第43話                                   | 入れ替え作戦やっちゃうにゅい！            | 横谷昌宏                      | 宮崎なぎさ                    | 石田美由紀                    | 坂本哲也 長﨑千穂 篠原佐代子 津畑春香 福本佳菜絵 田中愛美 山下真子 浅尾宏成 佐々木綾 暁 STUDIO MASSKET | 古木舞                            | 2月6日                        |                               |                               |                               |                               |                               |                               |                               |                               |                               |                               |                               |                               |                               |                               |                               |                               |                               |
| 第44話                                   | アクムーちゃんもバレンタイン              | 金杉弘子                      | 佐藤竜雄                      | 海宝興蔵                      | 津畑春香 長﨑千穂 田中愛美 山下真子 篠原佐代子 福本佳菜絵 高橋みか                                     | 高橋みか                          | 2月13日                       |                               |                               |                               |                               |                               |                               |                               |                               |                               |                               |                               |                               |                               |                               |                               |                               |                               |
| 第45話                                   | ボクたちサンシャルルです！                | 金杉弘子                      | 高田耕一                      | 森田侑希 海宝興蔵             | 川島明子 関本美穂 齋藤香織                                                                             | 藤井昌宏 古木舞                   | 2月20日                       |                               |                               |                               |                               |                               |                               |                               |                               |                               |                               |                               |                               |                               |                               |                               |                               |                               |
| 第46話 （特別編13）                      | いちなるが「みゅーちゃん」と挑戦？        | （実写）                      | （実写）                      | （実写）                      | （実写）                                                                                               | （実写）                          | 2月27日                       |                               |                               |                               |                               |                               |                               |                               |                               |                               |                               |                               |                               |                               |                               |                               |                               |                               |
| 第47話                                   | ドリームパートナー見いつけた！            | 金杉弘子                      | 高田耕一                      | 石田美由紀                    | 坂本哲也 長﨑千穂 篠原佐代子 津畑春香 福本佳菜絵 田中愛美 山下真子                                     | 坂本哲也                          | 3月6日                        |                               |                               |                               |                               |                               |                               |                               |                               |                               |                               |                               |                               |                               |                               |                               |                               |                               |
| 第48話                                   | 三人そろってプリンセス〜                  | 金杉弘子                      | 鎌倉由実                      | 海宝興蔵                      | 高橋みか 長﨑千穂 篠原佐代子 津畑春香 福本佳菜絵 田中愛美 山下真子                                     | 高橋みか                          | 3月13日                       |                               |                               |                               |                               |                               |                               |                               |                               |                               |                               |                               |                               |                               |                               |                               |                               |                               |
| 第49話                                   | わくわくキラキラがいっぱい！              | 金杉弘子                      | 桜井弘明                      | 石田美由紀 海宝興蔵           | 坂本哲也 高橋みか 篠原佐代子 長﨑千穂                                                                  | 古木舞                            | 3月20日                       |                               |                               |                               |                               |                               |                               |                               |                               |                               |                               |                               |                               |                               |                               |                               |                               |                               |
| 第50話 （最終回）                        | くるくるきっとくる～                      | -                             | 桜井弘明                      | 石田美由紀                    | 古木舞                                                                                                 | -                                 | 3月27日                       |                               |                               |                               |                               |                               |                               |                               |                               |                               |                               |                               |                               |                               |                               |                               |                               |                               |

### 放送局
| 放送期間                                                          | 放送時間                                        | 放送局             | 対象地域       | 備考                      |
| ----------------------------------------------------------------- | ----------------------------------------------- | ------------------ | -------------- | ------------------------- |
| 2020年4月5日 - 2021年4月4日                                       | 日曜 10:30 - 11:00                              | テレビ東京         | 関東広域圏     | 製作局                    |
|                                                                   |                                                 | テレビ北海道       | 北海道         |                           |
|                                                                   |                                                 | テレビ愛知         | 愛知県         |                           |
|                                                                   |                                                 | テレビ大阪         | 大阪府         |                           |
|                                                                   |                                                 | テレビせとうち     | 岡山県・香川県 |                           |
|                                                                   |                                                 | TVQ九州放送        | 福岡県         |                           |
| 2020年4月10日 - 12月25日 2021年1月5日 - 4月6日                    | 金曜 0:00 - 0:30（木曜深夜） 火曜 22:00 - 22:30 | AT-X               | 日本全域       | CS放送 / リピート放送あり |
| 2020年5月31日 - 2021年5月30日                                     | 日曜 11:00 - 11:30                              | キッズステーション | 日本全域       | CS放送                    |
| 2020年8月17日 - 2021年7月12日                                     | 月曜 17:00 - 17:30                              | テレビ和歌山       | 和歌山県       | [ 39 ]                    |
| テレビ東京系列の地上波6局・キッズステーションでは字幕放送を実施。 |                                                 |                    |                |                           |

| 配信開始日    | 配信時間                   | 配信サイト |
| ------------- | -------------------------- | --- |
| 2020年4月5日  | 日曜 12:00 更新            | U-NEXT アニメ放題 |
| 2020年4月10日 | 金曜 12:00 配信開始        | YouTube（第1話） |
|               | 金曜 12:00 更新            | ミレール ABEMA Amazon Prime Video dアニメストア DMM.com FOD GYAO!ストア music.jp ニコニコチャンネル Paravi Rakuten TV あにてれ バンダイチャンネル ひかりTV ビデオマーケット |
| 2020年4月11日 | 土曜 0:00（金曜深夜） 更新 | J:COMオンデマンド TELASA みるプラス |

| 放送期間                                                          | 放送時間           | 放送局             | 対象地域       | 備考                                                 |
| ----------------------------------------------------------------- | ------------------ | ------------------ | -------------- | ---------------------------------------------------- |
| 2021年4月11日 - 2022年3月27日                                     | 日曜 10:30 - 11:00 | テレビ東京         | 関東広域圏     | 製作局                                               |
|                                                                   |                    | テレビ北海道       | 北海道         |                                                      |
|                                                                   |                    | テレビ愛知         | 愛知県         |                                                      |
|                                                                   |                    | テレビ大阪         | 大阪府         |                                                      |
|                                                                   |                    | テレビせとうち     | 岡山県・香川県 |                                                      |
|                                                                   |                    | TVQ九州放送        | 福岡県         |                                                      |
| 2021年6月19日 - 2022年6月18日                                     | 土曜 7:30 - 8:00   | キッズステーション | 日本全域       | CS放送                                               |
| 2021年7月19日 - 2022年7月4日                                      | 月曜 17:00 - 17:30 | テレビ和歌山       | 和歌山県       | [ 43 ]                                               |
| 2021年8月27日 - 2022年5月13日                                     | 金曜 20:00 - 20:30 | AT-X               | 日本全域       | CS放送 / リピート放送あり アニメーション話数のみ放送 |
| テレビ東京系列の地上波6局・キッズステーションでは字幕放送を実施。 |                    |                    |                |                                                      |

| 国・地域 | 放送・配信期間               | 放送・配信時間         | 放送局・配信サイト | 備考                                   |
| -------- | ---------------------------- | ---------------------- | ------------------ | -------------------------------------- |
| 台湾     | 2021年3月27日 - 2022年3月5日 | 土曜 8:30 - 9:00       | 東森幼幼台         | 『萌可魯玩偶貓』というタイトルにて放送 |
| 香港     | 2021年4月13日 - 10月13日     | 火・水曜 17:20 - 17:50 | 無綫電視翡翠台     | 『夢夢貓』というタイトルにて放送       |

| 国・地域 | 放送・配信期間                | 放送・配信時間         | 放送局・配信サイト | 備考                                                                              |
| -------- | ----------------------------- | ---------------------- | ------------------ | --------------------------------------------------------------------------------- |
| 香港     | 2022年9月20日 - 2023年1月24日 | 火・水曜 17:20 - 17:50 | 無綫電視翡翠台     | 『夢夢貓 Mix！』というタイトルにて放送 アニメーション話数のみ放送（第50話を除く） |

| テレビ東京系列 日曜 10:30 - 11:00                                                                                       | テレビ東京系列 日曜 10:30 - 11:00 | テレビ東京系列 日曜 10:30 - 11:00 |
| 前番組 | 番組名 | 次番組 |
| --- | --- | --- |
| 朝の！さんぽ道（再放送） （2019年10月6日 - 2020年2月23日） - ※同番組のみ旅番組 - 本番組放送までの間はつなぎ番組を放送。 | ミュークルドリーミー （2020年4月5日 - 2021年4月4日） ※ここから再度アニメ枠 ↓ ミュークルドリーミー みっくす！ （2021年4月11日 - 2022年3月27日） - ※実写とのコンプレックス番組 - ※同番組まで子ども向け番組 | ゴルフのキズナ （2022年4月3日 - 2023年3月26日） - ※ここからスポーツ番組、ローカルセールスより格上げ。 - ※テレビ東京では30分繰り上げ・5分拡大 |

### BD / DVD
| 巻 | 発売日         | 収録話          | 規格品番   | 規格品番   |
| 巻 | 発売日         | 収録話          | BD         | DVD        |
| -- | -------------- | --------------- | ---------- | ---------- |
| 1  | 2020年10月28日 | 第1話 - 第12話  | MJHX-02013 | MJHD-05013 |
| 2  | 2020年12月23日 | 第13話 - 第24話 | MJHX-02014 | MJHD-05014 |
| 3  | 2021年3月24日  | 第25話 - 第36話 | MJHX-02015 | MJHD-05015 |
| 4  | 2021年6月23日  | 第37話 - 第48話 | MJHX-02016 | MJHD-05016 |

| 巻 | 発売日         | 収録話          | 規格品番   | 規格品番 |
| 巻 | 発売日         | 収録話          | BD         | DVD      |
| -- | -------------- | --------------- | ---------- | -------- |
| 1  | 2021年11月24日 | 第1話 - 第12話  | MJHX-02017 |          |
| 2  | 2022年2月23日  | 第13話 - 第25話 | MJHX-02018 |          |
| 3  | 2022年5月25日  | 第26話 - 第38話 | MJHX-02019 |          |
| 4  | 2022年8月24日  | 第39話 - 第50話 | MJHX-02020 |          |

## 雑誌連載
アニメ化に合わせ、2020年4月号より、おともだち、たのしい幼稚園（以上、講談社）にて連載開始。

## パッケージイベント
「みゅーちゃん・ドリーミーランド」として2019年10月から12月までに全国の主要の商業施設などにて登場した。フォトスポットやデジタルゲーム、ふわふわボールプール、プレイコーナー、プレイスクールなどが展開される。

## サンリオキャラクター大賞の順位
『いちご新聞』の読者投票企画「サンリオキャラクター大賞」では第34回（2019年）の24位が歴代最高である。
2018年の第33回サンリオキャラクター大賞に初参加。総合順位で19位にランクインした他、新人賞をまるもふびよりやこぎみゅんとともに獲得した。
2020年は、コロナ関連によるサンリオショップの臨時休業が相次ぎ、思うようにサンリオショップ店頭からの投票（チップde投票）が出来なかったため、サンリオキャラクター大賞終了後の6月12日から30日にかけて、スピンアウト企画の 「チップde投票リターンズ」がサンリオショップ各店舗で開催され、サンリオショップのひとつのハーモニーランドにおいての結果は「ミュークルドリーミー」は13位であった（この回の票は、公式にはサンリオキャラクター大賞本戦の結果には反映されない）。2021年以降は26位から順位を下がり状態となっている。
- 2018年サンリオキャラクター大賞37位（いちご新聞53位[63]）。
- 2019年サンリオキャラクター大賞24位（いちご新聞31位[64]）。
- 2020年サンリオキャラクター大賞38位（いちご新聞30位[65]）。
- 2021年サンリオキャラクター大賞26位。
- 2022年サンリオキャラクター大賞32位。
- 2023年サンリオキャラクター大賞46位。
- 2024年サンリオキャラクター大賞50位。
- 2025年サンリオキャラクター大賞51位。
- 2026年サンリオキャラクター大賞?位。